# П'ять законів бібліотечної науки Ранганатана
Закони Ранганатана — рекомендації по роботі бібліотекаря і функціонування бібліотеки як установи.
Індійський вчений Ш.Р.Ранганатан у 1931 році опублікував монографію «П'ять законів бібліотечної науки» («Five laws of library science»), у якій сформульовано правила, які за його словами, є найважливішими в професії бібліотекаря.
«П'ять законів бібліотечної науки» є класикою літератури з бібліотекознавства та самі закони залишаються актуальними і сьогодні. Ними у лаконічній формі представлені ідеальне обслуговування та філософія організації більшості бібліотек:
1. Книги — для того, щоб ними користуватися.
2. Дай кожному читачу відповідну  для нього книгу.
3. Кожна книжка має свого читача.
4. Бережіть час читача.
5. Бібліотека — живий організм, що розвивається.